# Альципа бурохвоста
Альци́па бурохвоста (Alcippe brunneicauda) — вид горобцеподібних птахів родини Alcippeidae. Мешкає в Південно-Східній Азії.

## Поширення і екологія
Бурохвості альципи мешкають на Малайському півострові, на Суматрі і Калімантані та на деяких сусідніх островах. Вони живуть у вологих рівнинних тропічних лісах, на березах річок і озер та на плантаціях. Зустрічаються на висоті до 1000 м над рівнем моря.

## Збереження
МСОП класифікує стан збереження цього виду як близький до загрозливого. Бурохвостим альципам загрожує знищення природного середовища.